# 우앙카벨리카주

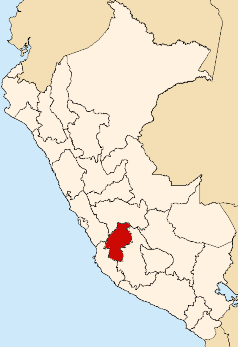
우앙카벨리카 주의 위치

우앙카벨리카주(스페인어: Departamento de Huancavelica)는 페루 중남부에 위치한 주로 주도는 우앙카벨리카이며 면적은 22,131.47km2, 인구는 454,797명(2007년 기준)이다.
서쪽으로는 리마 주와 이카 주, 북쪽으로는 후닌 주, 동쪽으로는 아야쿠초 주와 접한다. 7개 군과 94개 구를 관할한다.